# フラミンゴのワルツ
「フラミンゴのワルツ」は、NHKの歌番組『みんなのうた』で放送された楽曲。

## 概要
作詞：白鳥園枝　作曲、編曲：福田和禾子。
ジャングルの中でフラミンゴたちがワルツに乗せて集団で踊ったり、求愛をする様子を描いた楽曲。歌は1977年放送（その後1984年にステレオ化リメイク）の「サラマンドラ」と「赤鬼と青鬼のタンゴ」を歌っている尾藤イサオが担当している。
アニメーション制作は「のらねこ三度笠」や「カメレオン」を手掛けた倉橋達治によるもので、優雅に踊るフラミンゴの集団や、それを見ている動物たちの様子を描いている。
再放送は初回放送から9年後の1997年10月 - 11月にラジオのみで再放送され、その12年後の2009年10月 - 11月には、テレビで初めて再放送され、その後も定期的に再放送されている。2021年1月29日「みんなのうたリクエスト」最後の曲として再放送された。
音源は1989年にビクターエンタテインメントより発売されたCD「NHKみんなのうたベストヒットVOL.3」に収録。また、キングレコードから発売された「みんなのうた」関連のCDには、たいらいさおによるカバー版が収録されている。